# Odznaka pamiątkowa Korpusu Ochrony Pogranicza

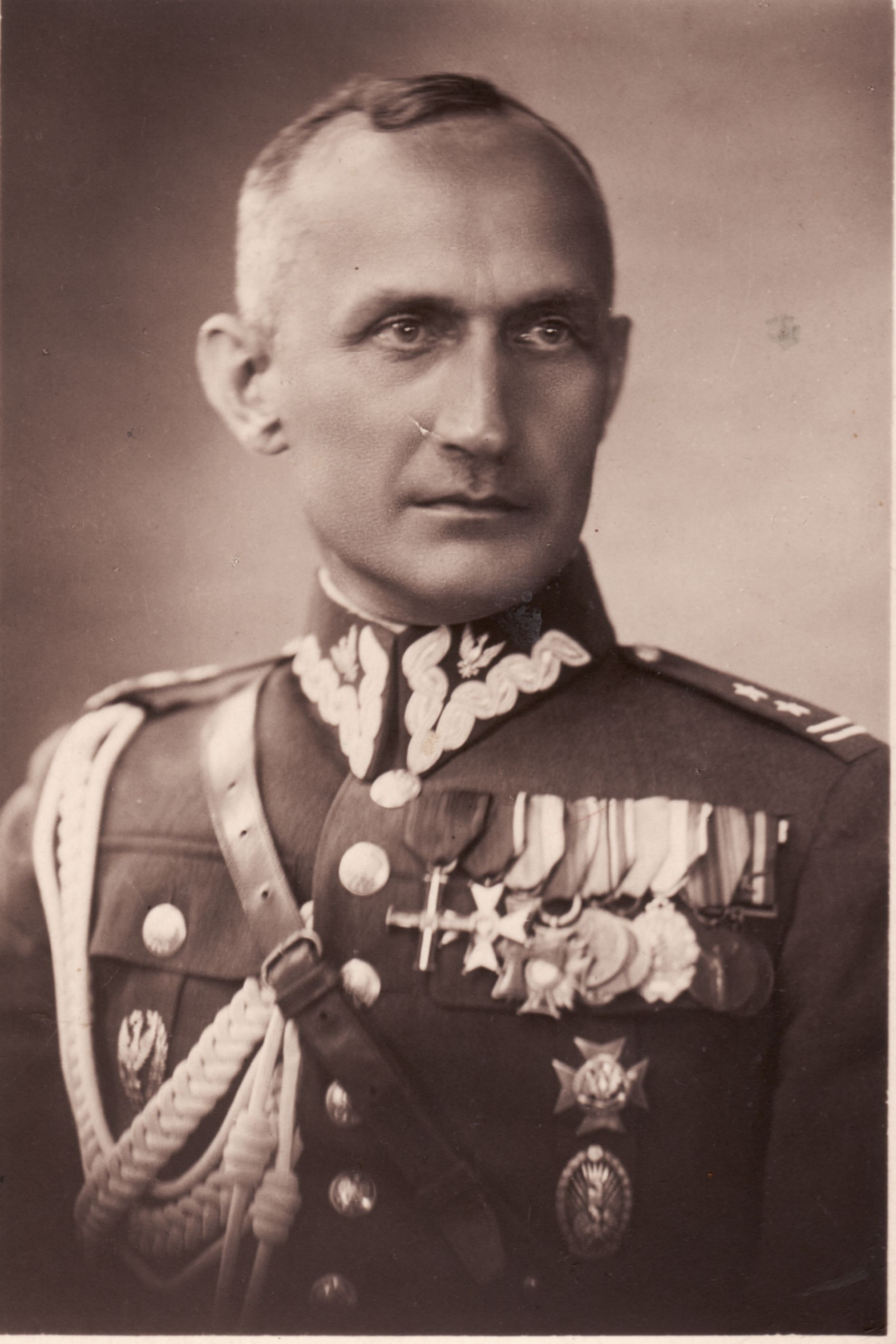
Leon Bączkiewicz w mundurze podpułkownika dyplomowanego piechoty. Na lewej górnej kieszeni kurtki widoczna odznaka pamiątkowa Naczelnego Dowództwa WP, a pod nią odznaka pamiątkowa KOP. Fotografia wykonana w 1933 roku.

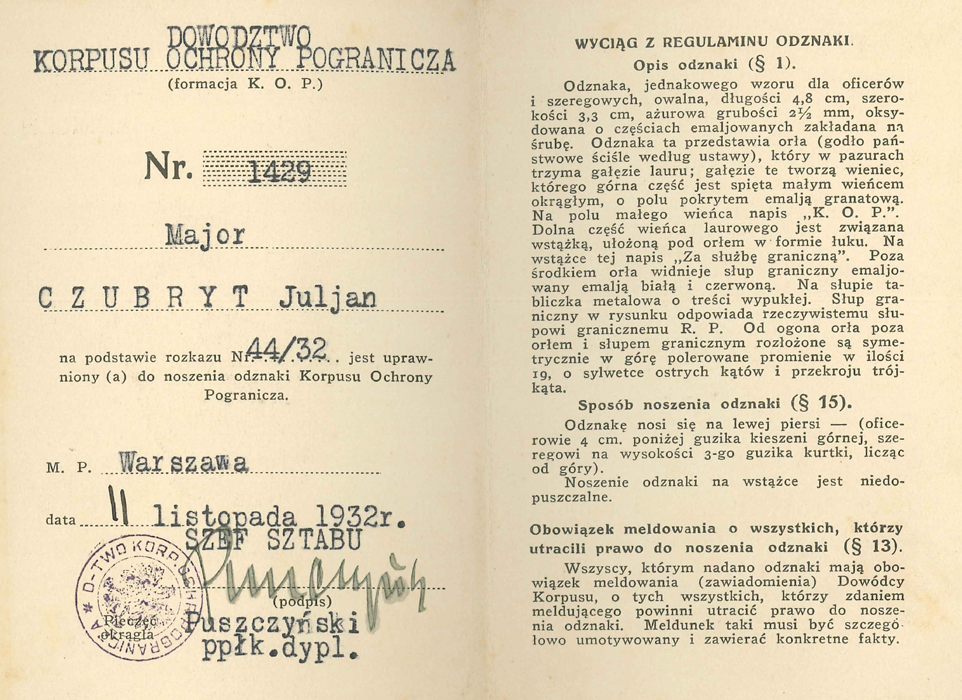
Legitymacja upoważniająca mjr. Juliana Czubryta do noszenia odznaki pamiątkowej KOP nr 1429

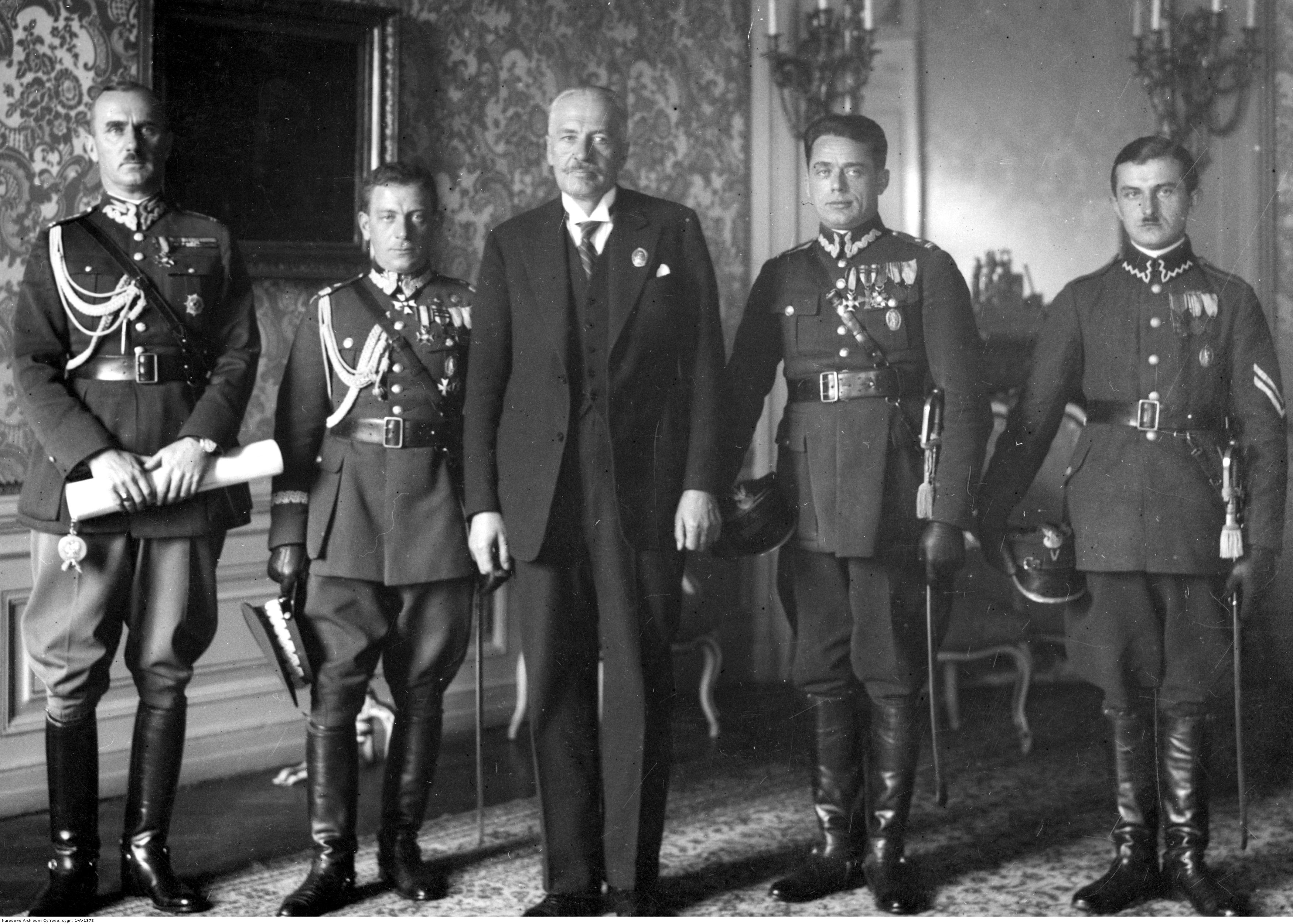
Wręczenie prezydentowi RP Ignacemu Mościckiemu odznaki pamiątkowej KOP

Odznaka pamiątkowa Korpusu Ochrony Pogranicza – odznaka Korpusu Ochrony Pogranicza.
Dowódca korpusu rozpoczął starania w sprawie zatwierdzenia wzoru odznaki pamiątkowej Korpusu Ochrony Pogranicza w lecie 1926 roku. Pismem z 13 sierpnia 1926 nr L.7800/26 skierowanym do Gabinetu Ministra Spraw Wojskowych prosił o zatwierdzenie odznaki. Do pisma załączył wzór i regulamin. Odznaka miała kształt tarczy w formie krzyża o ramionach połączonych promieniami znajdował się stylizowany orzeł państwowy, na lewym ramieniu krzyża słowo „Korp.”, na górnym „Ochr.”, na prawym „Pogr.”. Odznaka z białego metalu, oksydowana z wyjątkiem orła o średnicy 4 centymetrów. W tak proponowany kształcie odznaka nie została zatwierdzona. Szef Gabinetu Ministra Spraw Wojskowych uznał, że ramiona krzyża winny być rozcięte ostrzej, promienie krzyża silniej zaznaczone, skróty zastąpione wyrazami Korpus Ochrony Pogranicza lub literami KOP, a orzeł musi być wzoru państwowego, identyczny z używanym na monetach jednozłotowych.
Kolejna koncepcja odznaki powstała w 1928 roku. Zatwierdzona została przez Ministra Spraw Wewnętrznych. 31 października tego roku dowódca KOP zwrócił się pismem L.6476/28 do Ministra Spraw Wojskowych o wydanie zezwolenia na noszenie tej odznaki przez żołnierzy nie pełniących służby w KOP. Dotyczyło to przez żołnierzy, którzy wracają do armii.
Nowa odznaka posiada kształt owalny, długości 5,5 cm, szerokości 3,5 cm, powierzchni  15 cm², ażurowa, grubości 2,5 cm,  oksydowana, o częściach emaliowanych, zakładana na śrubę. Odznaka ta przedstawia orła, który w pazurach trzyma gałęzie lauru. Gałęzie tworzą wieniec, którego górna część jest spięta małym wieńcem okrągłym, o polu pokrytym emalią granatową, z obwódką zieloną. Na polu małego wieńca napis „KOP”. Dolna część wieńca laurowego jest związana wstążką, ułożoną pod orłem w formie łuku. Na wstążce tej napis „Za służbę graniczną”. Poza środkiem orła widnieje słup graniczny emaliowany emalią białą i czerwoną. Na słupie tabliczka metalowa o treści wypukłej. Słup graniczny w rysunku odpowiada rzeczywistemu słupowi granicznemu RP. Od ogona orła, poza orłem i słupem granicznym rozłożone są symetrycznie w górę polerowane 25 promieni, o sylwetce ostrych kątów i przekroju trójkąta równoramiennego. 
Regulamin tej odznaki opublikowany został w rozkazie dziennym dowództwa KOP nr 85/28.
Prawo do nadawania odznaki przysługiwało:
- dowódcy korpusu – w stosunku do oficerów
- szefowi sztabu korpusu – w stosunku do szeregowych dowództwa i oddziału sztabowego
- dowódcom brygad – w stosunku do szeregowych dowództwa brygady, szwadronów i podległych szkół
- dowódcom półbrygad – w stosunku do szeregowych szwadronów wchodzących w skład półbrygady
- dowódcom batalionów – w stosunku do szeregowych danego batalionu
- dowódcy dywizjonu żandarmerii – w stosunku do szeregowych żandarmerii

Wszystkim, którym prawo do noszenia odznaki zostało nadane, wręczono legitymację. Na jej podstawie żołnierze  nabywali odznakę na własny koszt w firmie „Reisia Stanisław”, Warszawa ul. Niecała 1. Cena odznaki wykonanej ze srebra wynosiła 16.00 zł, a z brązu 5.50 zł. Osoby spoza Korpusu otrzymywały odznaki bezpłatnie. Wydatki z tego tytułu pokrywano z funduszu społecznego żołnierzy KOP.
31 stycznia 1929 roku minister spraw wojskowych marszałek Polski Józef Piłsudski zezwolił na noszenie «odznaki pamiątkowej KOP pod nazwą „Za służbę graniczną” oficerom i szeregowym nie pełniącym już służby w KOP, lecz po odbyciu w Korpusie tym czasokresu służby, przewidzianego w rozdziale III regulaminu odznaki».
9 listopada 1930 roku dowódca korpusu płk Kruszewski zwrócił się pismem L.5347/30/Og.Org. do Ministra Spraw Wojskowych o zatwierdzenie nowego regulaminu odznaki Korpusu Ochrony Pogranicza. Istotną zmianą było uregulowanie sposobu nadawania odznak osobom spoza Korpusu, urzędnikom i pracownikom kontraktowym. Regulamin zmieniał też wygląd odznaki. Jej wymiary zostały zmniejszone do  4,8 cm długości,  3,3 cm szerokość, a ilość promieni do 19. Odznaka z tym regulaminem i w takiej formie przetrwała bez zmian do 1939 roku.
Odznakę noszono na lewej piersi: oficerowie 4 cm poniżej guzika kieszeni górnej, szeregowi na wysokości 3 guzika. Noszenie odznaki na wstążce było niedozwolone.